# Carly Chaikin
Carly Hannah Chaikin (n. 26 martie 1990, Santa Monica, California, SUA) este o actriță americană. Cariera ei a început în 2009 și a primit rolul ei în filmul Breakout, doi ani mai târziu, a jucat alături de Dalia Royce în ABC sitcom Suburgatory. Ea a jucat rolul până la anularea serialului în 2014, iar un an mai târziu a început să joace rolul lui Darlene în serialul de dramă thriller Mr. Robot difuzat pe USA Network.